# Sœurs du Cœur Immaculé de Marie
Les Sœurs du Cœur Immaculé de Marie (IHM), dites aussi Missionnaires du Cœur Immaculé de Marie (en latin: Congregatio Missionariae Cordis Mariae MCM) et fondées comme Filles du Très Saint et Immaculé Cœur de la Bienheureuse Vierge Marie forment un institut religieux catholique féminin d'enseignantes. Cet institut est fondé en Espagne en 1848 par Joaquim Masmitjà pour éduquer les jeunes filles. Une filiale est fondée en 1871 à Los Angeles qui se sépare en 1924 de la maison-mère, afin d'établir une congrégation diocésaine à part. Elle donne lieu au plus grand départ en masse de religieuses des années de crise post-conciliaire aux États-Unis.

## Fondation

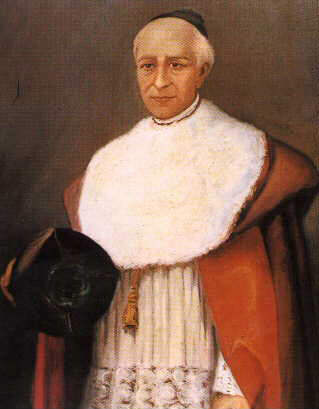
P. Joaquin Masmitjá (1808-1886)

Joaquin Masmitjá naît à Olot, le 29 décembre 1808, quatrième enfant de Francisco et Maria Gracia. Il entre au petit séminaire du diocèse de Gérone, et poursuit des études en droit canon et en droit civil. Masmitjá, qui est très dévoué envers la Bienheureuse Vierge Marie, sous le vocable du Cœur Immaculé de Marie, est ordonné prêtre le 22 février 1834.
Il est nommé dans sa paroisse natale et très tôt s'intéresse à l'éducation des fillettes et jeunes filles qui laisse totalement à désirer. Il tente de reconstruire la société en s'appuyant sur la doctrine de l'Église. C'est ainsi qu'il fonde le 1er juillet 1848 l'institut des Filles du Cœur Immaculé de Marie. Le pape Léon XIII leur concède le décret de louange le 20 février 1893 et leurs constitutions sont approuvées le 21 janvier 1907. 
Pendant la guerre d'Espagne trois religieuses de l'institut sont fusillées par une milice anarchiste ; ce sont les sœurs Carmen (41 ans), Rosa (36 ans) et Magdalena (34 ans) Fradera, qui sont aussi sœurs de sang. Elles sont au nombre des 498 martyrs d'Espagne du XXe siècle, béatifiées par Benoît XVI en 2007.

## Branches des États-Unis

### Californie
En 1869, l'évêque de Monterey, Mgr Thaddeus Amat y Brusi, qui est ami du fondateur, le sollicite au cours d'un voyage en Espagne pour qu'il lui envoie des religieuses en Californie. Deux ans plus tard, Mère Raimunda à la tête de neuf sœurs fonde une maison à Gilroy et une autre à San Juan. Très vite l'institut est en croissance et elles fondent des maisons à San Luis Obispo (1876), à San Bernardino (1880) et à Los Angeles (1886). Elles enseignent à partir de janvier 1886 à la Cathedral School de Los Angeles, tout près de la cathédrale Sainte-Bibienne. Elle sert d'abord d'école élémentaire, puis ouvre les classes du secondaire. L'institut y demeure jusqu'en juin 1969. Il administre aussi des orphelinats. 

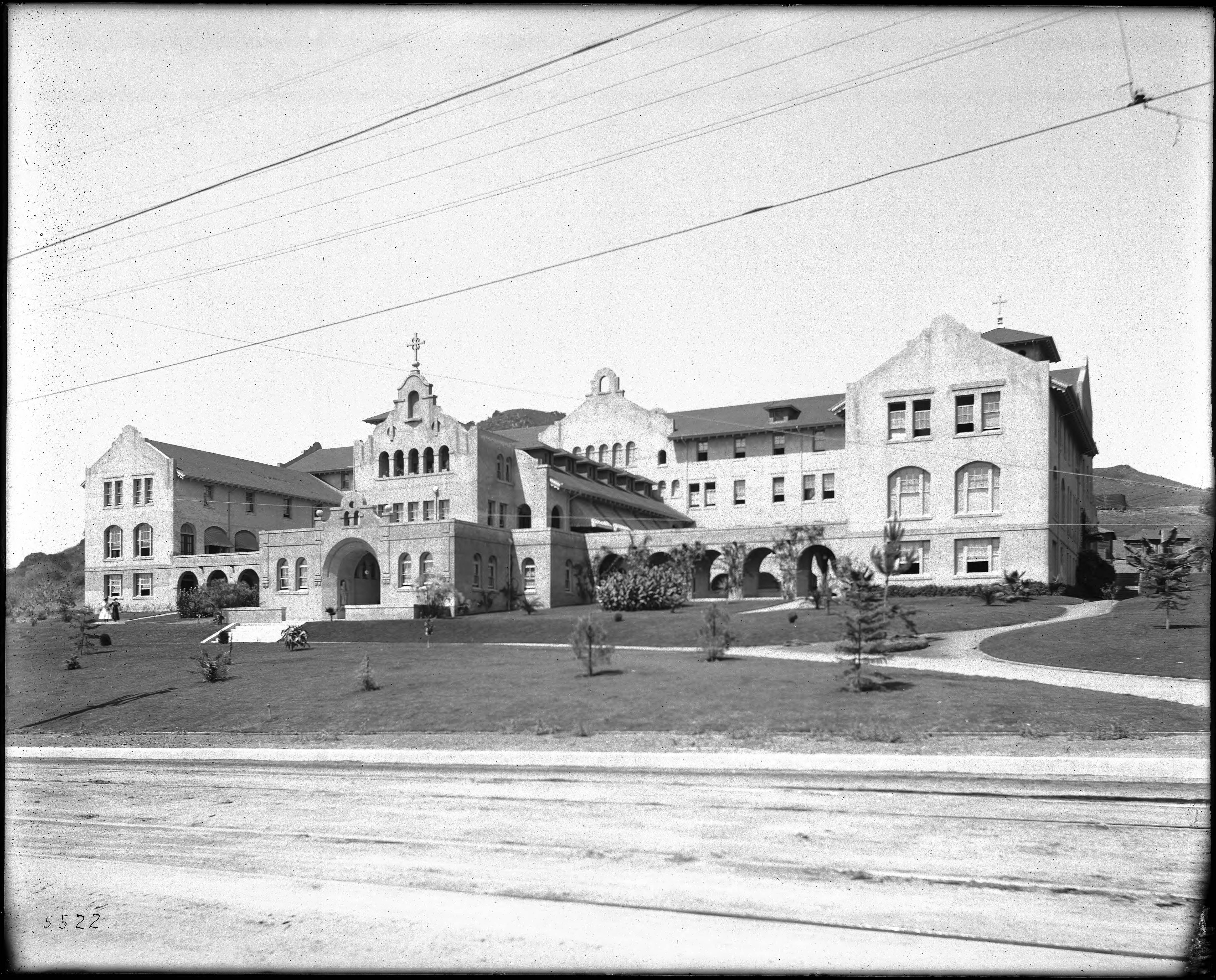
Vue du couvent du Cœur-Immaculé (Immaculate Heart Convent) à Los Angeles, avec son école primaire et son établissement d'enseignement secondaire

Mère Raimunda sert comme provinciale de Californie jusqu'à sa mort en 1900. Vers 1906, les religieuses bâtissent un grand couvent qui sert de maison-mère. Elle ouvre des classes du secondaire en 1916. Une partie est démolie en 1975 après un incendie. C'est en 1924 que cette branche se sépare de la congrégation espagnole avec l'aide de Mgr John Joseph Cantwell, évêque de Los Angeles. Mère Genevieve Parker est la première mère générale de cette branche
.
En 1965, il y a aux États-Unis environ 600 religieuses professes de cet institut dans 68 écoles élémentaires, 11 écoles secondaires, un collège universitaire, et deux hôpitaux. En 1967, après le concile Vatican II une dispute éclate entre l'institut et Mgr James Francis McIntyre, archevêque de Los Angeles. En effet, les religieuses avaient pris part à des séances de renouveau psychologique avec un psychologue, le Dr. Carl Rogers, fondateur du Center for the Study of the Person, centre affilié au Western Behavioral Sciences Institute. Carl Rogers mène avec ses assistants des T-groupes (groupes de training selon les principes du mouvement du potentiel humain). Les participants de ces groupes sont encouragés sous la direction d'un « facilitateur » à partager leur sentiments et leurs émotions lorsqu'ils interagissent avec les autres membres du groupe. Le premier groupe est formé  l'été 1966 au noviciat des sœurs à Montecito. Devant un tel succès, d'autres séances sont tenues et finalement toutes les religieuses du diocèse de Los Angeles y ont pris part en 1967. Des changements interviennent aussitôt, prenant le concile Vatican II comme justification ; c'est ainsi que les religieuses abandonnent leur habit religieux, cessent toute forme de prière communautaire régulière et adoptent une forme de gouvernance plus démocratique. Le cardinal McIntyre refuse en conséquence aux religieuses d'enseigner dans les écoles de l'archidiocèse jusqu'à ce qu'elles reviennent à leur Règle. Les religieuses en retour accusent l'archevêque d'exercer une forme de dictature.
L'affaire monte jusqu'à Rome qui stipule que les religieuses doivent soit retourner à la Règle, soit demander la dispense de leurs vœux. En conséquence, 315 religieuses sur les 380 du diocèse demandent à être dispensées de leurs vœux. Sous la houlette de leur supérieure, elles forment en 1970 une organisation laïque non-canonique ouverte aux deux sexes. En 2011, cette organisation (Immaculate Heart Community) compte cent soixante membres. Les soixante-cinq religieuses qui ont choisi de rester au sein de leur congrégation ne sont plus que cinq en 2015.
C'est la plus grande hémorragie de sœurs apostoliques au sein d'une congrégation dans les années post-conciliaires aux États-Unis.

### Arizona
En 1911, cinq sœurs espagnoles et deux sœurs californiennes fondent une école à Mazatlán au Mexique. Six ans plus tard, en 1917, elles doivent en partir à cause de la Révolution mexicaine. Mgr Granjon, évêque de Tucson en Arizona, les invite à s'installer. Elles ouvrent un noviciat et évangélisent aussi dans des missions. Elles ont ainsi à cause de leur croissance leur propre province, la province de Saint Joseph. En 1947, le noviciat déménage en dehors de Tucson au pied des Santa Catalina Mountains. De nos jours, elles sont toujours actives en Arizona et en Floride. Les sœurs de Miami ont ouvert en 2010 une mission à La Concordia au Nicaragua.

## Aujourd'hui
Les Sœurs du Cœur Immaculée de Marie (ou Missionnaires du Cœur de Marie, comme elles sont plutôt appelées aujourd'hui) se dédient à l'éducation chrétienne de la jeunesse et à des œuvres sociales ; elles administrent des établissements scolaires et font de la catéchèse.
En 2015, la congrégation ne comptait plus que 147 religieuses au Brésil, au Chili (trois maisons), en Espagne, aux États-Unis (à Tucson et à Miami avec une mission au Nicaragua) et en France (à Rivesaltes). La maison généralice se trouve à Gérone, où demeure la supérieure générale, Sr María Pilar Lascorz Fes, de nationalité espagnole.